# Vlasina Rid
Vlasina Rid (izvirno srbsko Власина Рид) je naselje v Srbiji, ki upravno spada pod Občino Surdulica; slednja pa je del Pčinjskega upravnega okraja.

## Demografija
V naselju, katerega izvirno (srbsko-cirilično) ime je Власина Рид, živi 257 polnoletnih prebivalcev, pri čemer je njihova povprečna starost 54,4 let (52,6 pri moških in 56,1 pri ženskah). Naselje ima 130 gospodinjstev, pri čemer je povprečno število članov na gospodinjstvo 2,12.
To naselje je, glede na rezultate popisa iz leta 2002, večinoma srbsko, a v času zadnjih treh popisov je opazno zmanjšanje števila prebivalcev.
|  |

| Demografija | Demografija     | Demografija     |
| Leto        | Št. prebivalcev | Št. prebivalcev |
| ----------- | --------------- | --------------- |
|             |                 |                 |
|             |                 |                 |
|             |                 |                 |
|             |                 |                 |
| 1948        | 2669            |                 |
| 1953        | 2689            |                 |
| 1961        | 1945            |                 |
| 1971        | 1186            |                 |
| 1981        | 641             |                 |
| 1991        | 426             | 426             |
| 2002        | 279             | 276             |
|             |                 |                 |

| Etnična sestava po popisu iz leta 2002 | Etnična sestava po popisu iz leta 2002 | Etnična sestava po popisu iz leta 2002 | Etnična sestava po popisu iz leta 2002 | Etnična sestava po popisu iz leta 2002 |
| -------------------------------------- | -------------------------------------- | -------------------------------------- | -------------------------------------- | -------------------------------------- |
| Srbi                                   | Srbi                                   |                                        | 272                                    | 98,55%                                 |
| Makedonci                              | Makedonci                              |                                        | 2                                      | 0,72%                                  |
| Neznano                                | Neznano                                |                                        | 2                                      | 0,72%                                  |